# Arabii din Franța
Arabii din Franța sunt persoane de origine arabă care trăiesc în Franța. Francezi de origine arabă (în principal din Magreb, dar și din Mashriq⁠(d) — zone ale lumii arabe) formează în Franța al doilea cel mai mare grup etnic, după francezii de origine franceză. Nu există cifre oficiale cu privire la datele demografice, deoarece statisticile etnice sunt interzise în Franța. Cei mai mulți arabi s-au stabilit în timpul perioadei de creștere economică franceză în anii '60 și la începutul anilor '70, mulți imigranți din această perioadă reușind să-și aducă familiile după 1973. Ei s-au stabilit în principal în regiunile industriale din Franța, în special în regiunea Paris, dar și în Provența-Alpi-Coasta de Azur, Languedoc-Roussillon, Alsacia, Ron-Alpi și Corsica.